# Gustaf Blomgren
Gustaf Adolf Viktor Blomgren (* 24. Dezember 1887 in Göteborg; † 25. Juli 1956 ebenda) war ein schwedischer Wasserspringer.

## Erfolge
Gustaf Blomgren startete bei den Olympischen Spielen 1912 in Stockholm im Turmspringen. In seiner Vorrundengruppe erreichte er mit 68,50 Punkten den zweiten Platz und schaffte so den Einzug ins Finale. Dort verbesserte er seine Punktzahl auf 69,56 Punkte und schloss den Wettkampf hinter seinem Landsmann Erik Adlerz, der mit 73,94 Punkten Olympiasieger wurde, und dem Deutschen Albert Zürner auf dem dritten Platz ab, womit er die Bronzemedaille gewann. Bei den Olympischen Spielen 1920 in Antwerpen ging Blomgren in zwei Wettbewerben an den Start. Im Turmspringen qualifizierte er sich erneut als Gruppenzweiter hinter Erik Adlerz für den Finaldurchgang, verpasste dort aber diesmal einen Medaillengewinn. Mit 453,80 Punkten belegte er den vierten Platz. Am 3-Meter-Brett gewann Blomgren seine Vorrundengruppe mit 614,00 Punkten, hatte im Finale aber erneut als Vierter knapp das Nachsehen. Mit 587,05 Punkten blieb er hinter seinen drei US-amerikanischen Konkurrenten Louis Kuehn, Clarence Pinkston und Louis Balbach zurück.
Auf nationaler Ebene gewann Blomgren am 3-Meter-Brett und im Turmspringen insgesamt fünf Meisterschaften. Er arbeitete für die Göteborger Tram.